# Pinggau
Pinggau osztrák mezőváros Stájerország Hartberg-fürstenfeldi járásában. 2017 januárjában 3180 lakosa volt.

## Elhelyezkedése

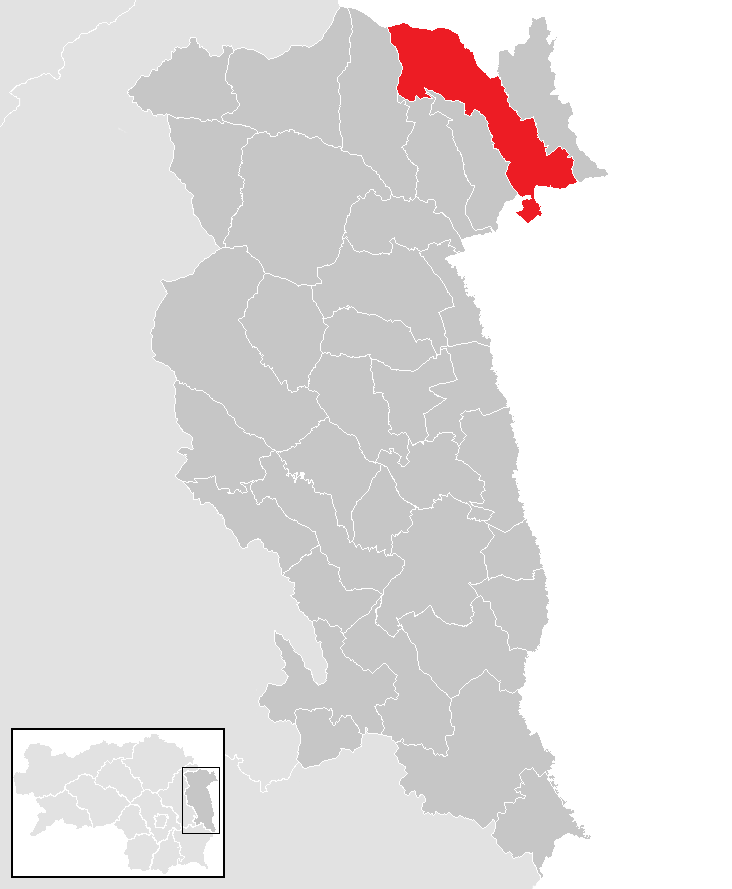
Pinggau a Hartberg-fürstenfeldi járásban

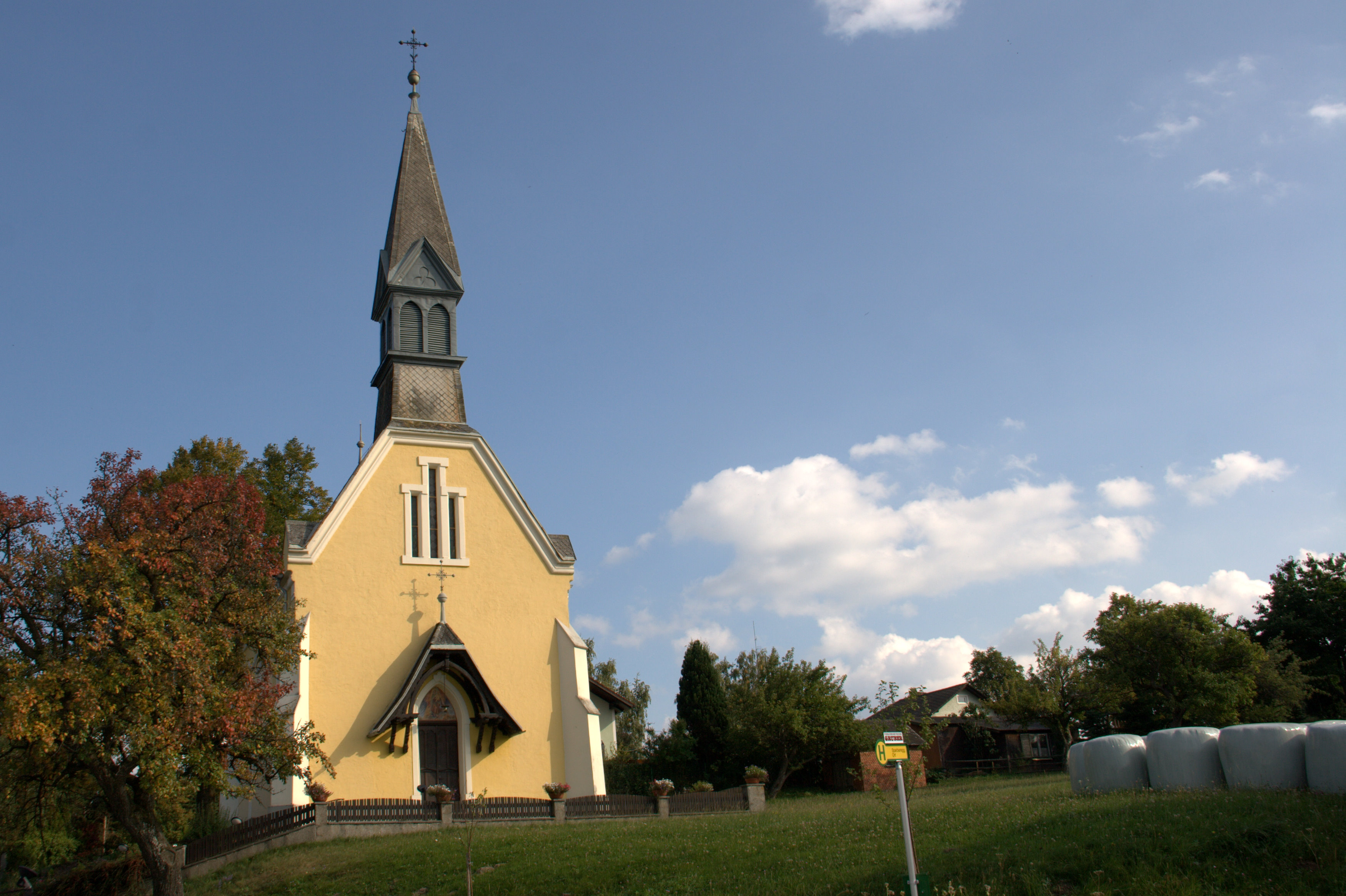
A sparbereggi Mária-templom

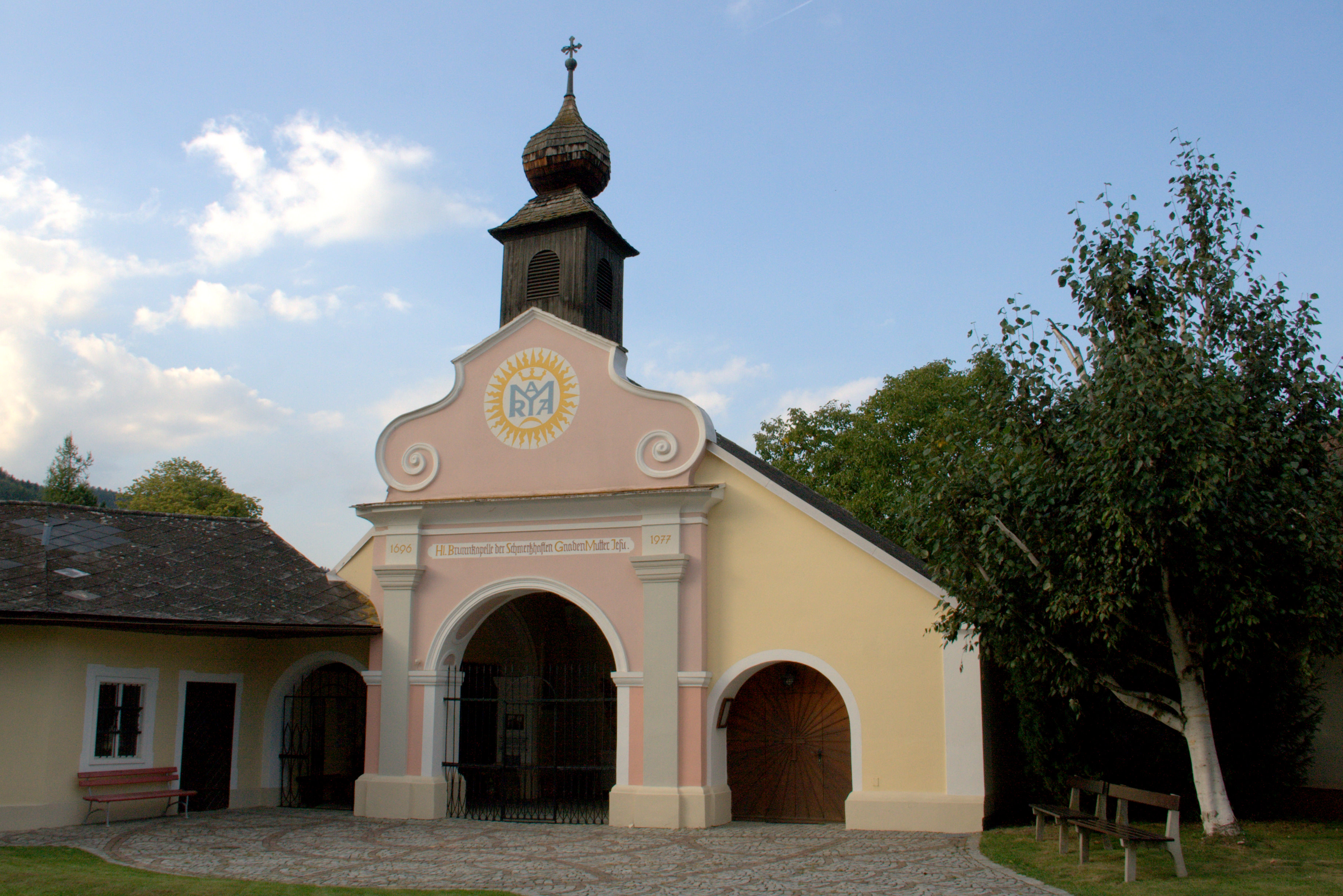
A Szent kút-kápolna

Pinggau mintegy 20 km-re északkeletre fekszik a járási központ Hartbergtől. Területének északi része a Wechsel-hegységhez tartozik, itt több csúcs is található: a Niederwechsel (1669 m), Irrbühel (1423 m) Windhag (1395 m) vagy a Hochkogel (1314 m). A hegységben ered a Pinka, a Rába mellékfolyója. Maga Pinggau városa szinte összeépült a szomszédos Friedberggel. Területén áthalad a Bécs-Graz közötti A2 Déli autópálya. Az önkormányzat 8 települést egyesít: Baumgarten (226 lakos), Haideggendorf (235), Pinggau (1172), Schaueregg (278), Sinnersdorf (257), Sparberegg (188), Tanzegg (130), Wiesenhöf (589). 
A környező önkormányzatok: délnyugatra Friedberg és Dechantskirchen, északnyugatra Sankt Lorenzen am Wechsel, északra Aspangberg-Sankt Peter (Alsó-Ausztria) és Mönichkirchen (Alsó-Ausztria), északkeletre Schäffern, délkeletre Újrétfalu (Burgenland), délre Pinkafő (Burgenland). 	

## Története
Pinggau helyén már a kora középkorban vámszedőhely volt, ami bizonyítja a helyszín kereskedelmi jelentőségét. A falut és templomát csak 1377-ben említik először. 
A községi önkormányzat 1849-ben alakult meg, területe szinte teljesen megegyezett a maival, csak 1969-ben csatolták hozzá Sparberegg katasztrális községét Schäfferntől. Délen Sinnersdorfot, a valamikori osztrák-magyar határfalut szinte teljesen burgenlandi terület fogja körbe, egyházi és postai szempontból oda is tartozik. 
A stájerországi tartományi kormányzat 1931-ben emelte Pinggaut mezővárosi rangra. 

## Lakosság
A pinggaui önkormányzat területén 2017 januárjában 3180 fő élt. A lakosságszám egy kisebb visszaesés után 2001 óta ismét növekvő tendenciát mutat. 2015-ben a helybeliek 96,9%-a volt osztrák állampolgár; a külföldiek közül 0,7% a régi (2004 előtti), 0,6% az új EU-tagállamokból érkezett. 0,2% a volt Jugoszlávia (Szlovénia és Horvátország nélkül) vagy Törökország, 1,7% egyéb országok polgára. 2001-ben a lakosok 93,9%-a római katolikusnak, 1,5% evangélikusnak, 1,6% muszlimnak, 1,7% pedig felekezet nélkülinek vallotta magát. Ugyanekkor 10 magyar élt a mezővárosban.

## Látnivalók
- a Mogyorós Szűz Mária-kegytemplom arról kapta a nevét, hogy pásztorok állítólag egy Mária-szobrot találtak a Pinka-parti mogyoróbokrok között, amit a közeli templomba vittek. Az épület első említése 1377-ből származik. Belső terét Johann Cyriak Hackhofer barokk freskói díszítik.
- a templom mellett található az 1698-ban épült Szent kút-kápolna és a 18. századi Nepomuki Szt. János-szobor
- Sparberegg Mária-temploma
- Pinggauban rendezik meg minden évben az osztrák rallibajnokság egyik futamát (Bosch Super Plus Rallye)

## Fordítás
- Ez a szócikk részben vagy egészben  a   Pinggau című német Wikipédia-szócikk ezen változatának fordításán alapul.  Az eredeti cikk szerkesztőit annak laptörténete sorolja fel. Ez a jelzés csupán a megfogalmazás eredetét és a szerzői jogokat jelzi, nem szolgál a cikkben szereplő információk forrásmegjelöléseként.